# Toksofilos
Toksofilos (oryg. Toxophilus, ze (stgr.) τόξον (tóxon) + φίλος (phílos), miłośnik łuku) – angielska książka o łucznictwie autorstwa Rogera Aschama, opublikowana w Londynie w 1545 roku. Pierwsza książka o łucznictwie (oraz jakimkolwiek innym sporcie) napisana w języku angielskim. 

## Treść
Poprzez Toksofilosa Ascham starał się wyłożyć zasady łucznictwa, a jednocześnie przedstawić utwór literacki napisany w pełni po angielsku. Słowo „toxophilus” zostało wymyślone przez autora i pochodzi od niego rzeczownik „toxophilite”, oznaczający „miłośnika lub wielbiciela łucznictwa”, „łucznika”.
Ascham przedstawił łucznictwo jako rozrywkę oraz metodę wychowania, co sprawiło, że książka odnowiła zainteresowanie łucznictwem, które wypierane przez broń palną w dużej mierze popadało wśród Anglików w zapomnienie.
Praca została napisany w formie dialogu między dwoma postaciami, Filologosem („miłośnikiem nauki”) i Toksofilosem („miłośnikiem łuku”), który również jest uczonym i broni łucznictwa jako szlachetnej rozrywki. Jest podzielona na dwie części, księgi (w jednym woluminie). Księga A zawiera opis łucznictwa, jako rozrywki dobrej dla każdego człowieka, jak i całego narodu, z podziałem na łucznictwo w czasie pokoju oraz w czasie wojny. Księga przybliża także historię łucznictwa, sięgając czasów biblijnych, ale o angielskich wyczynach łuczniczych wspomina dość skromnie. Księga B opisuje sprzęt i technikę, włączając wpływ pogody i innych czynników na poprawne strzelanie. W obie części wplecione są dyskursy o wychowaniu, polityce, moralności oraz niektóre ówczesne wydarzenia i osoby. W księdze A Toksofilos stopniowo przekonuje Filologosa do łucznictwa, któremu ten drugi był początkowo nieprzychylny, aż zostaje jego orędownikiem. 
Całość napisana jest po angielsku. Ascham potępia nadużywanie obcojęzycznych terminów (o czym wspomina we wstępie do Toxophilusa) i odwołuje się do Arystotelesa, według którego proza powinna być pisana językiem prostych, ale zawierać myśli mądrych. W dziele nie brakuje kolokwializmów. 
Swoją pracę Ascham poprzedził rozbudowaną dedykacją dla Henryka VIII.

## Publikacja
Dzieło wydał w 1545 Edward Whytchurch i było ono jedyną pracą Aschama opublikowaną za jego życia.
Książkę wydrukowano w formacie quarto, miała objętość 190 stron. Tekst był skrupulatnie sprawdzany, a analiza 19 zachowanych kopii ujawniła ponad 50 korekt, wstrzymujących druk. Było to znacznie powyżej przeciętnej. Co jest nietypowe, książka nie ma strony tytułowej, ale zamiast tego zawiera grafikę tytułową, przedstawiającą stylizowany herb Tudorów z elementami podkreślającymi tematykę i patronat nad książką. Ascham osobiście wręczył własnoręcznie podpisany i opatrzony dedykacją egzemplarz swojego dzieła Henrykowi VIII. Praca zwróciła uwagę króla, za co przyznał autorowi rentę w wysokości 10 funtów rocznie. 
Już po śmierci autora książkę wydano po raz drugi i trzeci, w 1571 i 1589, w których to edycjach przeszła pewną redakcję. Kolejne wydania, w 1761 oraz 1788, zostały zainicjowane i ufundowane przez Society of Royal British Bowmen i były oparte na drugim wydaniu. Natomiast wszystkie kolejne edycje, włączając uwspółcześnione wydanie w ramach The Whole Works of Roger Ascham pod redakcją Johna Allena Gilesa, wydanie z roku 1869 pod redakcją Edwarda Arebra i z 1904 pod redakcją Williama Wrighta bazowały na pierwszym wydaniu. W kolejnych latach ukazywały się rozmaite przedruki tych wydań.

### Plagiaty
Toksofilos był przedmiotem plagiatów oraz mniej lub bardziej udanych imitacji. W 1634, poeta i pisarz Gervase Markham w swoim dziele The Art of Archerie przejął duże fragmenty ksiązki Aschama, nie odnotowując ich źródła. Pierwsze rozdziały z książki Markhama są dokładną kopią księgi A Toksofilosa z usuniętą formą dialogową. Z kolei w 1676 Robert Shotterel i dramatopisarz Thomas D’Urfey współpracowali przy poemacie Archerie Reviv'd; or, the Bow-Man's Excellence w którym bez wskazania źródła i bez większej znajomości tematu przekonwertowali duże fragmenty Toksofilosa do formy kupletów.

### Przekłady na inne języki
- francuski – Toxophilus : L'école du tir à l'arc en deux livres, tłum. John Roux, wyd. Chevaliers de l'arc en mai, 1998
- włoski – Toxophilus. La scuola del tiro, tłum. Stefano Benini, wyd. Greentime, 1999
- niemiecki – Toxophilus, Die Schule des Bogenschießens, tłum. Hendrik Wiethase, wyd. Wiethase Verlag, 2005
- rosyjski – Токсофилус: книги A, B. Книга школы стрельбы, tłum. Борис Анатольевич Устюжанин, wyd. URSS, 2015
- polski – Toksofilos. Szkoła łucznictwa w dwóch księgach, tłum.  Michał Surma, Katarzyna Byłów, wyd. Wydawnictwo Uniwersytetu Wrocławskiego / Wydawnictwo „Szermierz”, 2024